# Deux Rivières
Deux Rivières ist eine französische Gemeinde mit 1.272 Einwohnern (Stand: 1. Januar 2022) im Département Yonne in der Region Bourgogne-Franche-Comté; sie gehört zum Arrondissement Auxerre und zum Kanton Joux-la-Ville. 

## Geographie
Deux Rivières liegt etwa 18 Kilometer südsüdöstlich von Auxerre an der Yonne und am Cure. Umgeben wird Deux Rivières von den Nachbargemeinden Irancy im Norden, Saint-Cyr-les-Colons im Norden und Nordosten, Vermenton im Osten, Bessy-sur-Cure im Süden, Prégilbert im Süden und Südwesten, Sainte-Pallaye im Südwesten, Bazarnes im Westen und Südwesten sowie Vincelles im Westen und Nordwesten.

## Gliederung
| Ortsteil | ehemaliger INSEE-Code | Fläche (km²) | Einwohnerzahl (2022) |
| -------- | --------------------- | ------------ | -------------------- |
| Cravant  | 89130                 | 22,54        | 820                  |
| Accolay  | 89001                 | 09,27        | 452                  |

## Sehenswürdigkeiten
- Kirche Saint-Pierre-et-Saint-Paul in Cravant, Monument historique
- Kirche Saint-Nizier aus dem 11. Jahrhundert
- Beffroi von Cravant
- Donjon von Cravant
- Kasematte

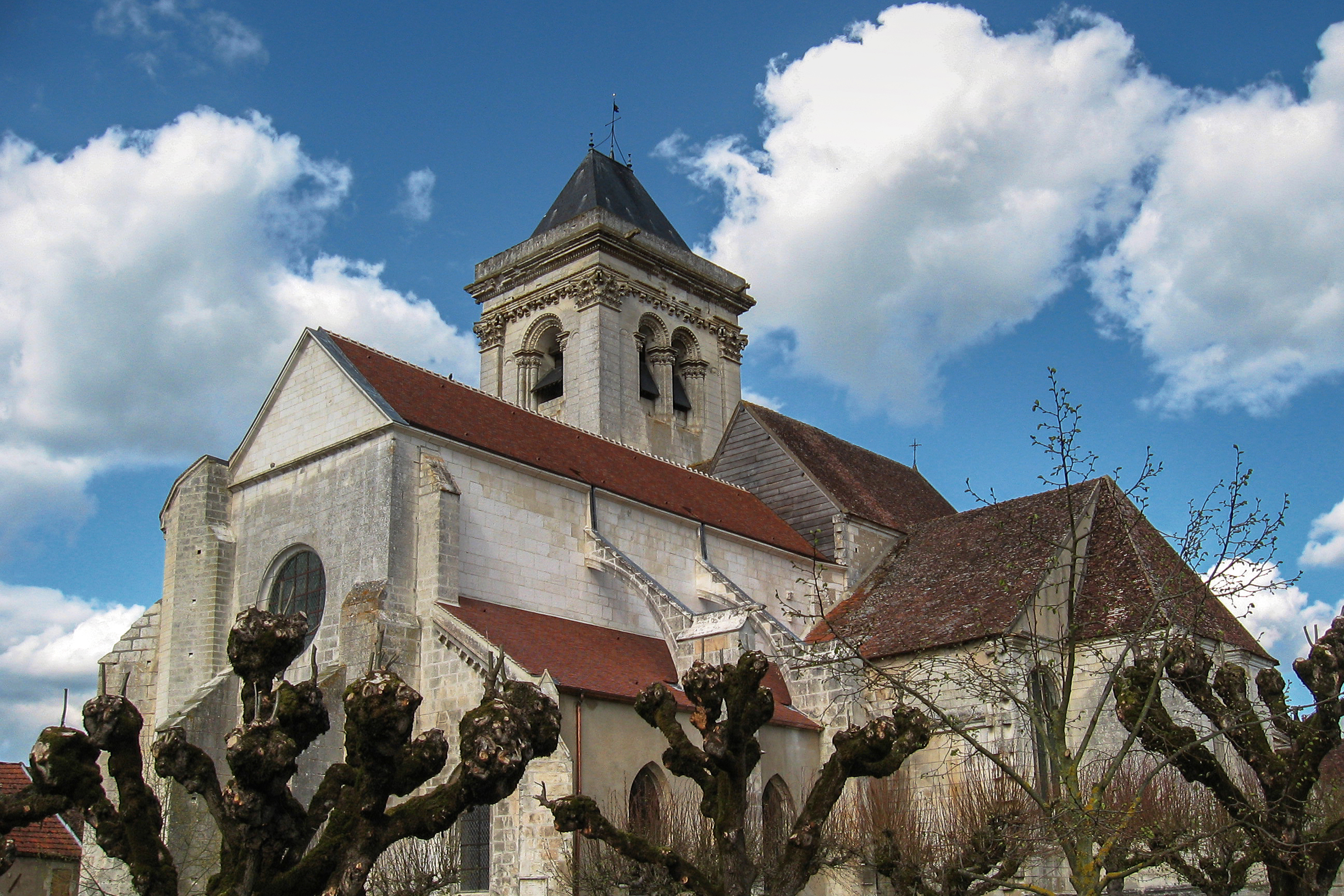
Kirche Saint-Pierre-et-Saint-Paul
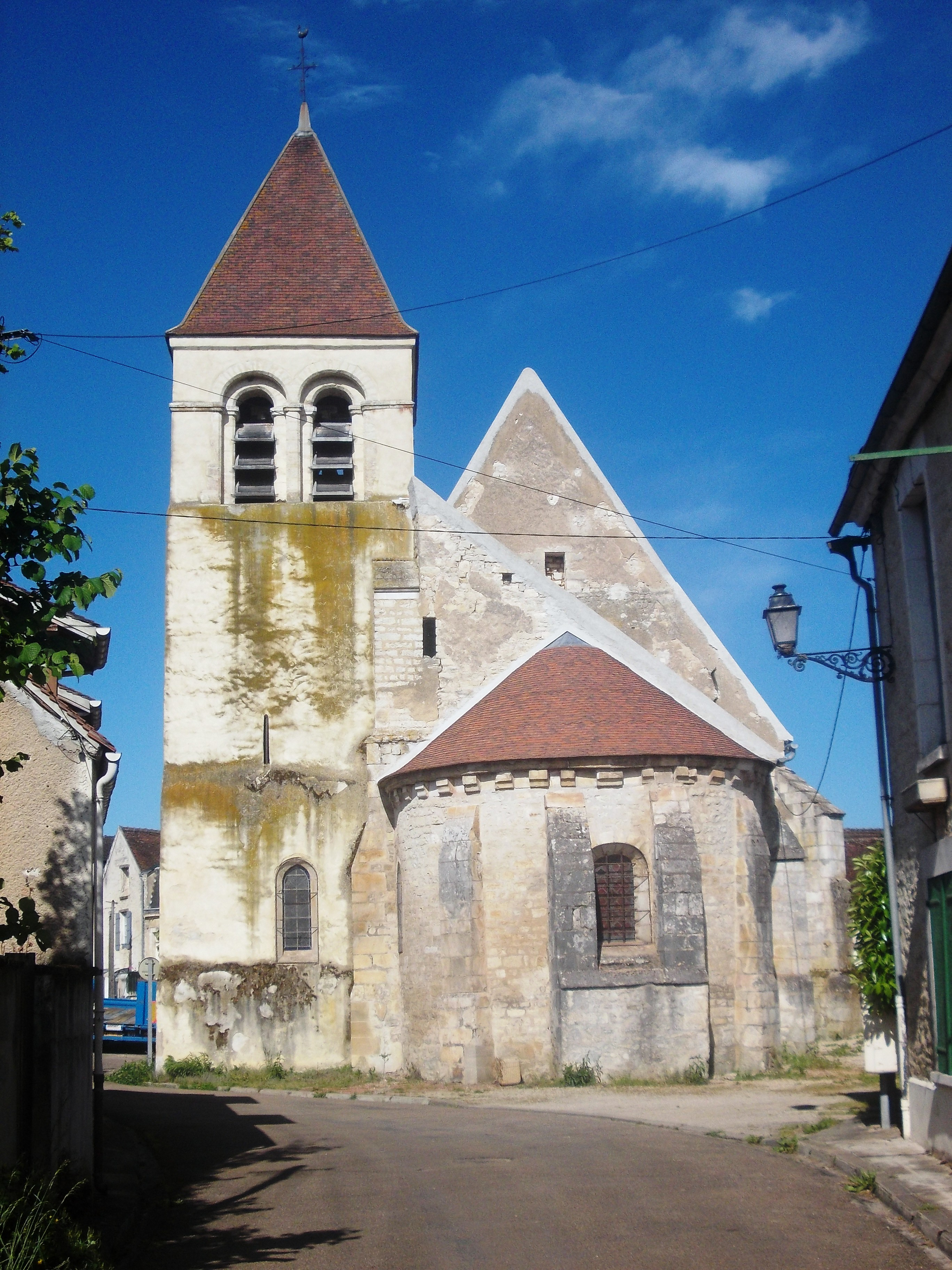
Kirche Saint-Nizier
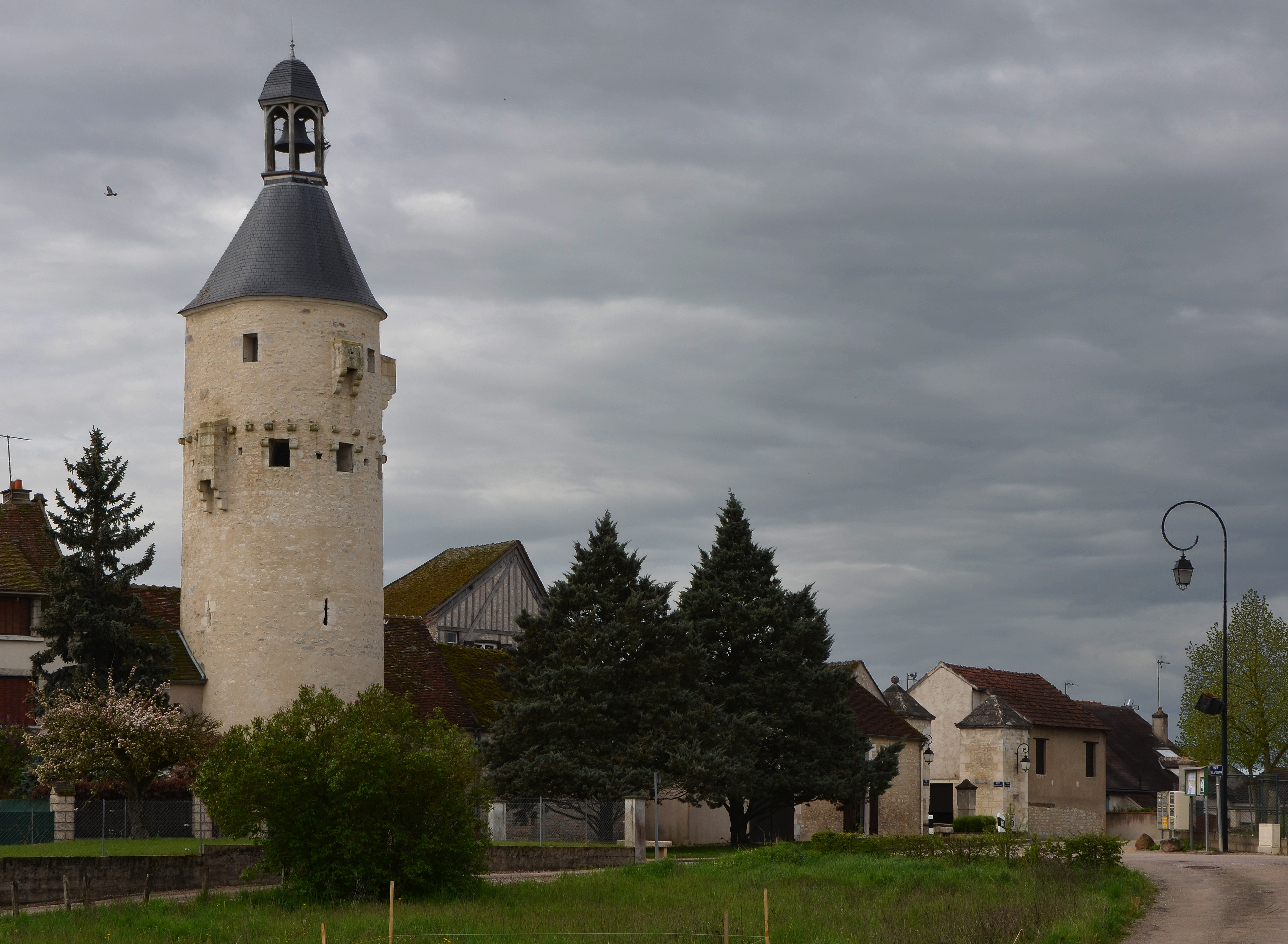
Beffroi
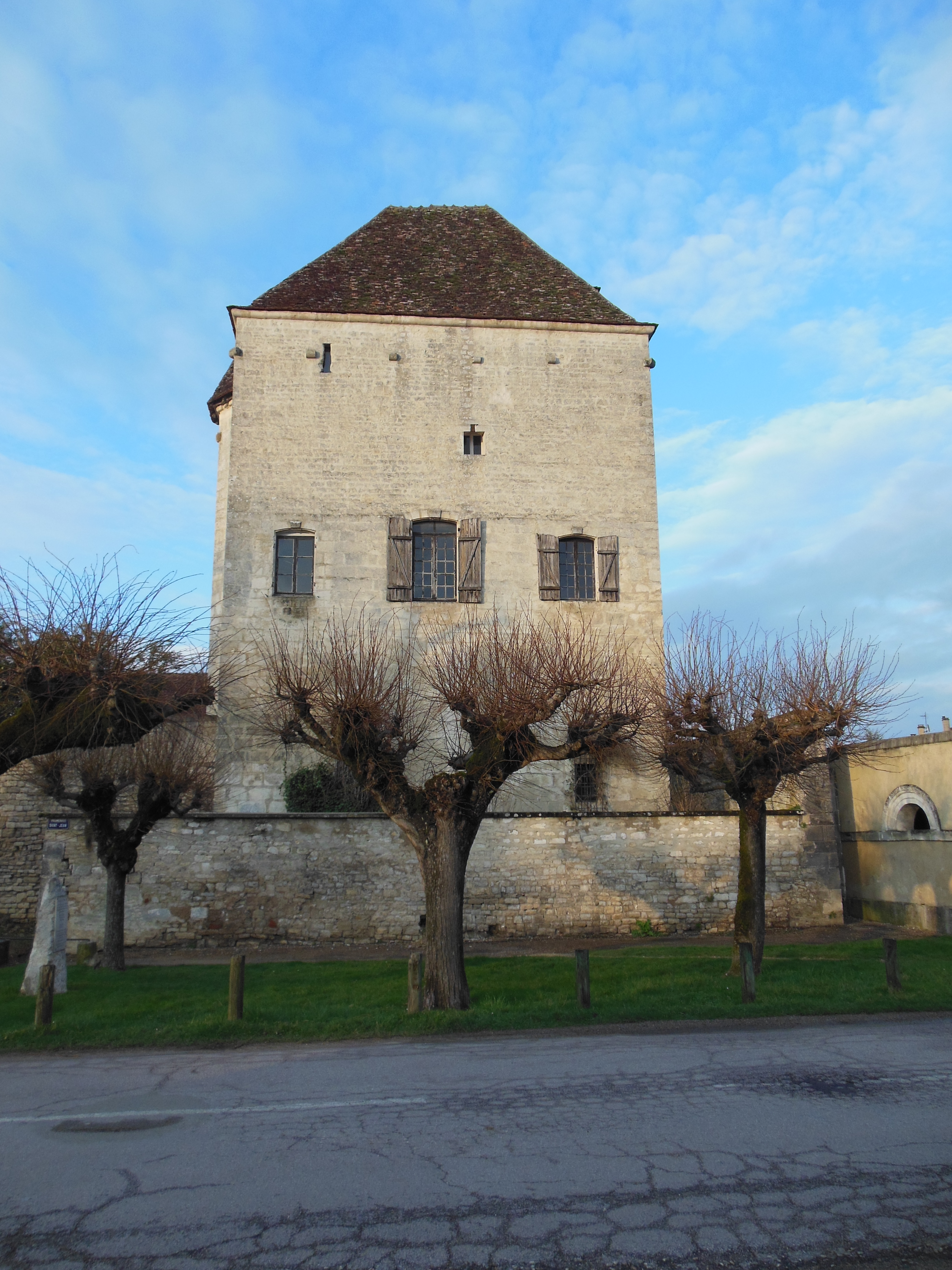
Donjon von Cravant

## Persönlichkeiten
- Léon Breton (1861–1940), Funktionär im Radrennsport